# Алпске земље
Алпске земље или Алпске државе је термин који се односи на осам земаља повезаних алпским регионом, као што је дефинисано од стране Алпске конвенције 1991. године: Аустрија, Њемачка, Швајцарска, Лихтенштајн, Италија, Француска, Монако и Словенија. Територија укључује и 83 локалне административне територијалне јединице и око 6.200 општина.
У ужем смислу, термин „Алпске земље” може се примјенити само на Аустрији (28,7%), Француској (21, 4%), Италији (27,2%), што представља више од 77% територије Алпа и више од трећине становништва на Алпама. Међутим, удио Алпа у Италији и Француској износи само 17% и 7%. Са стриктно националне тачке гледишта, изузимајући микродржаве Лихтенштајн и Монако, Апле доминирају у само двије државе: Аустрија (65,5%) и Швајцарска (65%).